# Грлич, Нико
Нико Грлич (словен. Niko Grlić; род. 17 августа 2006) — словенский футболист, нападающий клуба «Марибор» и сборной Словении до 19 лет.

## Карьера

### Клубная карьера
Воспитанник «Марибора». Дебютировал за основную команду клуба в матче квалификации Лиги Европы УЕФА 18 июля 2024 года с ФК «Ботев». Вышел на поле в чемпионате Словении 21 июля в матче с «Домжале», открыв счет на седьмой минуте.

### Карьера в сборной
Выступал за национальные команды Словении до 18 и 19 лет.